# Leucania abiadensis
Leucania abiadensis är en fjärilsart som beskrevs av Embrik Strand 1915. Leucania abiadensis ingår i släktet Leucania och familjen nattflyn. Inga underarter finns listade i Catalogue of Life.